# باقي (فشارود)
باقي (بالفارسية: بقی) هي مستوطنة تقع في إيران في قسم فشارود الريفي. يقدر عدد سكانها بـ 70 نسمة .